# مارتن ميمون
مارتن ميمون (بالفرنسية: Martin Mimoun)‏ (11 يونيو 1992 بكومبيين في فرنسا - ) هو لاعب كرة قدم فرنسي في مركز الوسط. لعب مع ستاد لافال ونادي أولمبيا ليوبليانا ونادي كويفيلي.

## وصلات خارجية
- مارتن ميمون على موقع قاعدة بيانات كرة القدم.إي يو (الإنجليزية)
- مارتن ميمون على موقع ليكيب (الفرنسية)
- مارتن ميمون على موقع Soccerway.com (الإنجليزية)
- مارتن ميمون على موقع عالم كرة القدم.نت (الإنجليزية)
- مارتن ميمون على موقع GSA (الإنجليزية)